# Сёмкина Горушка
Сёмкина Гору́шка — деревня в Старорусском районе Новгородской области, входит в состав Новосельского сельского поселения. Площадь территории деревни 31,1 га.
Расположена на правом берегу реки Редья. Ближайшие населённые пункты — деревни Борок (2,6 км к северу) и Козлово (1,3 км к югу).
В Новгородской земле эта местность относилась к Шелонской пятине. До апреля 2010 года деревня входила в состав ныне упразднённого Пробужденского сельского поселения.

## Великая Отечественная война
В воздушных боях в районе Сёмкиной Горушки участвовал 32-й гвардейский истребительный авиационный полк. По свидетельству военного лётчика Станислава Грибанова во время боя 5 марта 1943 года сбитый Василием Сталиным немецкий истребитель FW-190 упал как раз в районе деревни. В том боевом вылете также принимали участие лётчики Макаров, Андрей Баклан, Коваль, Лапин, Шульженко, Вишняков.
6 марта 1943 года над Сёмкиной Горушкой воздушный таран истребителя FW-190 совершил Герой Советского Союза Иван Холодов.

## Население
| 2010 | 2011 |
| ---- | ---- |
| 1    | →1   |